# Aeroportul Internațional Louisville
Aeroportul Internațional Louisville (IATA: SDF, ICAO: KSDF, FAA LID: SDF) este un aeroport din Louisville, Comitatul Jefferson, Kentucky, Kentucky, Statele Unite ale Americii ce deservește zona Louisville. Aeroportul a fost tranzitat în 2019 de 4.087.050 de pasageri. A fost deschis în 1941 și numit după zona deservită.
Situat la o altitudine de 153 m, aeroportul dispune de 3 piste. Este operat de Louisville Regional Airport Authority⁠(d).

## Infrastructură

### Piste
Aeroportul dispune de 3 piste: 
- pista 11/29 din beton, cu dimensiunile 7.250 picioare × 150 picioare
- pista 17L/35R din beton, cu dimensiunile 8.578 picioare × 150 picioare
- pista 17R/35L din beton, cu dimensiunile 11.887 picioare × 150 picioare